# Притајено зло (филм)
Притајено зло (енгл. Resident Evil) акциони је хорор филм из 2002. године, у режији Пола В. С. Андерсона који је такође написао сценарио. Главне улоге глуме: Мила Јововић, Мишел Родригез, Ерик Мабијус, Џејмс Пјурфој, Мартин Круз и Колин Салмон. Први је део филмске серије Притајено зло, по истоименој серији Resident Evilвидео-игара. Наслов филма је промењен након напада 11. септембра.
Позајмивши елементе из видео-игара Resident Evil и Resident Evil 2, филм прати хероину Алис, која пати од амнезије, као и групу командоса који раде за Umbrella Corporation, док покушавају да обуздају избијање Т-вируса у тајном подземном објекту. Добио је негативне критике и зарадио 103 милиона долара широм света, наспрам буџета од 33 милиона долара.
Прати га пет наставака: Апокалипса (2004), Истребљење (2007), Живот после смрти (2010), Освета (2012) и Коначно поглавље (2016).

## Радња
У Ракун Ситију, који је удаљен од свега и свачега, на 500 метара испод земље налази се тајно истраживачко постројење под назицом Кошница. Тамо експериментишу са опасним вирусом, али се научници и особље претварају у зомбије и ослобађају мутиране животиње које су служиле за експерименте. Да би прикрили дешавања, власник погона Umbrella Corporation и Влада САД, шаљу специјалаце да за три сата изолују вирус пре него што зарази остатак света.
Алис се буди под тушем унутар виле и схвата да има амнезију. Док истражује вилу заробљава је непознати човек, али убрзо затим њих обоје заробљава група командоса. Испоставља се да је човек који је зграбио Алис заправо полицајац по имену Мет Адисон. Командоси затим отварају тајна врата која воде до подземне железничке станице. На возу откривају још једну несвесну жртву амнезије, човека по имену Спенс. Алис га препознаје са фотографија венчања које је видела у вили.
Испоставља се да су двоје амнезичара, као и командоси запослени у корпорацији Umbrella. Воз их вози до Кошнице, подземне истраживачке установе смештене у близини Ракун Ситија, за коју се открива да је место где су се збили ужасни догађаји с почетка филма. Тим командоса је послат да утврди због чега је одбрамбени рачунар Кошнице, Црвена Краљица, побила сво особље. Такође, она је одговорна и за испуштање нервног гаса у вилу, који је узроковао Алисину и Спенсову амнезију.
Екипа успе да пронађе пут до Краљичине дворане, али док један део тима покушава да онеспособи Црвену Краљицу, остају заробљни у уском ходнику где бивају убијени ласерским зрацима који без проблема пролазе кроз месо, кости и метал. Међу преживелима остају Алис, Спенс, Каплан, Џ. Д, Рејн и Мет. Алис и Каплан искључују Краљицу, али се након тога сва врата у установи отварају, ослобађајући немртво особље. По повратку до воза, преостале преживеле нападају зомбији настали од убијеног особља. Рејн бива инфицирана након неколико угриза ових бића. Настаје очајничка битка у којој се Мет и Алис раздвајају, а Џ. Д. гине.
Алис открива да је Мет, уз помоћ своје сестре Лисе, намеравао да прошверцује узорак Т-вируса који је проузроковао да се особље у лабораторији претвори у зомбије. Током филма Алис има флешбекове у којима се присећа да је и сама била у контакту с Лисом, али још увек не зна која је њена сопствена улога у догађајима који су се недавно збили. Преживели се поново окупљају у Краљичиној дворани, принуђени да је поново укључе како би открили праву природу вируса и зомбија, као и то како да нађу излаз. Као меру обезбеђења, Каплан искључује њен прекидач снаге, што би узроковало њеним уништењем у случају да покуша да их превари.
Док Алис и остали покушавају да побегну кроз помоћне тунеле, пресрећу их зомбији. Рејн је тешко повређена и на ивици је снаге. Каплан остаје одсечен од осталих, окружен мноштвом надолазећих зомбија. На путу ка излазу поново пролазе кроз лабораторију с почетка. Алис се присећа да постоји антивирус који би могао да излечи заражену Рејн, али стигавши у лабораторију откривају да су узорци Т-вируса нестали. Ово међутим буди Спенсово сећање на то да је заправо он тај који је на почетку бацио посуду с вирусом у лабораторију. Након тога зароби остале у лабораторију и одлази ка возу где се налази кофер са бочицама антивируса. Пре но што успе да га убризга у себе, убија га Ликер, мутант-чудовиште настало директним убризгавањем Т-вируса у живо ткиво. Краљица предлаже да поштеди живот Алис и Мету уколико пристану да убију Рејн која је инфицирана. Док Ликер покушава да стигне до њих кроз лабораторију, уништавајући све пред собом, разјарена Алис разбија Краљичин монитор и одједном долази до нестанка струје. Врата лабораторије се отварају и појављује се Каплан, који је спржио Црвену Краљицу како би осталима омогућио да побегну.
Преживели журе да стигну на други крај подземне железнице пре него што се сви излази затворе како вирус не би могао да напусти установу. Међутим, на возу се налази и Ликер који убија Каплана након што Мета канџама изгребе по руци. Алис успе да Ликеров језик прободе челичнком шипком и тиме га прикује за под на коме се налазе подна врата. Затим дозива Мета да отвори врата, али он је у међувремену принуђен да убије Рејн, која се упркос томе што је примила противотров претворила у зомбија (могуће да је услед тога што је примила толико различитих угриза, након толико времена противотров био неделотворан). Након што њен леш пада на отпусно дугме, подна врата вагона се отварају и Ликер гине након што бива вучен по шинама, при чему се запаљује.
Мет и Алис успеју да побегну тренутак пре но што се врата подземне железнице затворе. Мет почиње да пати од мутације настале као поледица Ликерових огреботина. Њих двоје убрзо заробљавају научници који раде за Umbrella Corporation (који спомињу пребацивање Мета у Програм Немезис — алузија на наставак филма), а онда један од њих наређује да се Кошница поново отвори како би се утврдило шта се тамо заправо догодило. Након неког времена Алис се буди у болници Ракун Ситија, након што је прошла бројна тестирања и успе да побегне, када открива да је град у хаосу и напуштен. Узима сачмарицу из најближег полицијског аутомобила спремајући се да се суочи са Апокалипсом.

## Улоге
| Глумац           | Улога          |
| ---------------- | -------------- |
| Мила Јововић     | Алис           |
| Мишел Родригез   | Рејн Окампо    |
| Ерик Мабијус     | Мет Адисон     |
| Џејмс Пјурфој    | Спенс Паркс    |
| Мартин Круз      | Чад Каплан     |
| Колин Салмон     | Џејмс Шејд     |
| Рајан Макласки   | господин Греј  |
| Оскар Пирс       | господин Грин  |
| Индра Ове        | госпођа Блек   |
| Ана Болт         | др Грин        |
| Џозеф Меј        | др Блу         |
| Роберт Танион    | др Браун       |
| Хајке Макач      | др Лиса Адисон |
| Стивен Билингтон | господин Вајт  |
| Фиона Гласкот    | госпођа Голд   |
| Пасквале Алеарди | Џ. Д. Салинас  |
| Лиз Меј Брајс    | Олга Данилова  |
| Михаела Дикер    | Црвена Краљица |
| Џејсон Ајзакс    | доктор         |